# Conferência Mundial sobre População

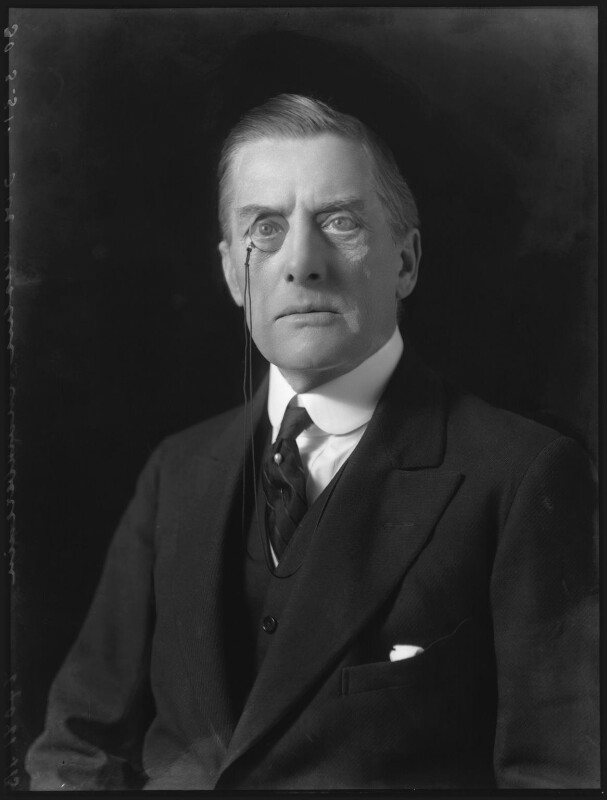
Austen Chamberlain em 1931.

Desde que as Nações Unidas passaram a existir oficialmente em 1945, cinco conferências sobre população foram realizadas. No entanto, a primeira Conferência Mundial sobre População foi realizada na Salle Centrale, Genebra, Suíça, de 29 de agosto a 3 de setembro de 1927. Organizada pela precursora das Nações Unidas, a Liga das Nações e Margaret Sanger; a conferência foi uma tentativa de reunir especialistas internacionais em população, abastecimento de alimentos, fertilidade, migração e saúde para discutir o problema da superpopulação humana. A conferência foi organizada com fundos doados pelo marido de Sanger, J. Noah Slee, bem como uma bolsa da Fundação Rockefeller. Bernard Mallet presidiu a reunião e William H. Welch foi vice-presidente.

## Resultados
A Conferência Mundial sobre População conseguiu chamar a atenção para o estudo do crescimento populacional e estabeleceu a União Internacional para o Estudo Científico da População. Líder britânico malthusiano Charles Vickery Drysdale observou que a reunião era "desprovida de propagandismo" e que "o peso da autoridade sobre ela ultrapassou todas as reuniões anteriores e foi inigualável em brilho. O simples fato de que quase duzentas pessoas da mais alta eminência em termos biológicos, ciência econômica e estatística, sociólogos, estadistas e médicos vieram de todas as partes do mundo a Genebra para conferir sobre esta questão é suficiente para mostrar que ela não pode ser desconsiderada e que terá de ser considerada pelos governos de todos os países".